# Gustav Bermel

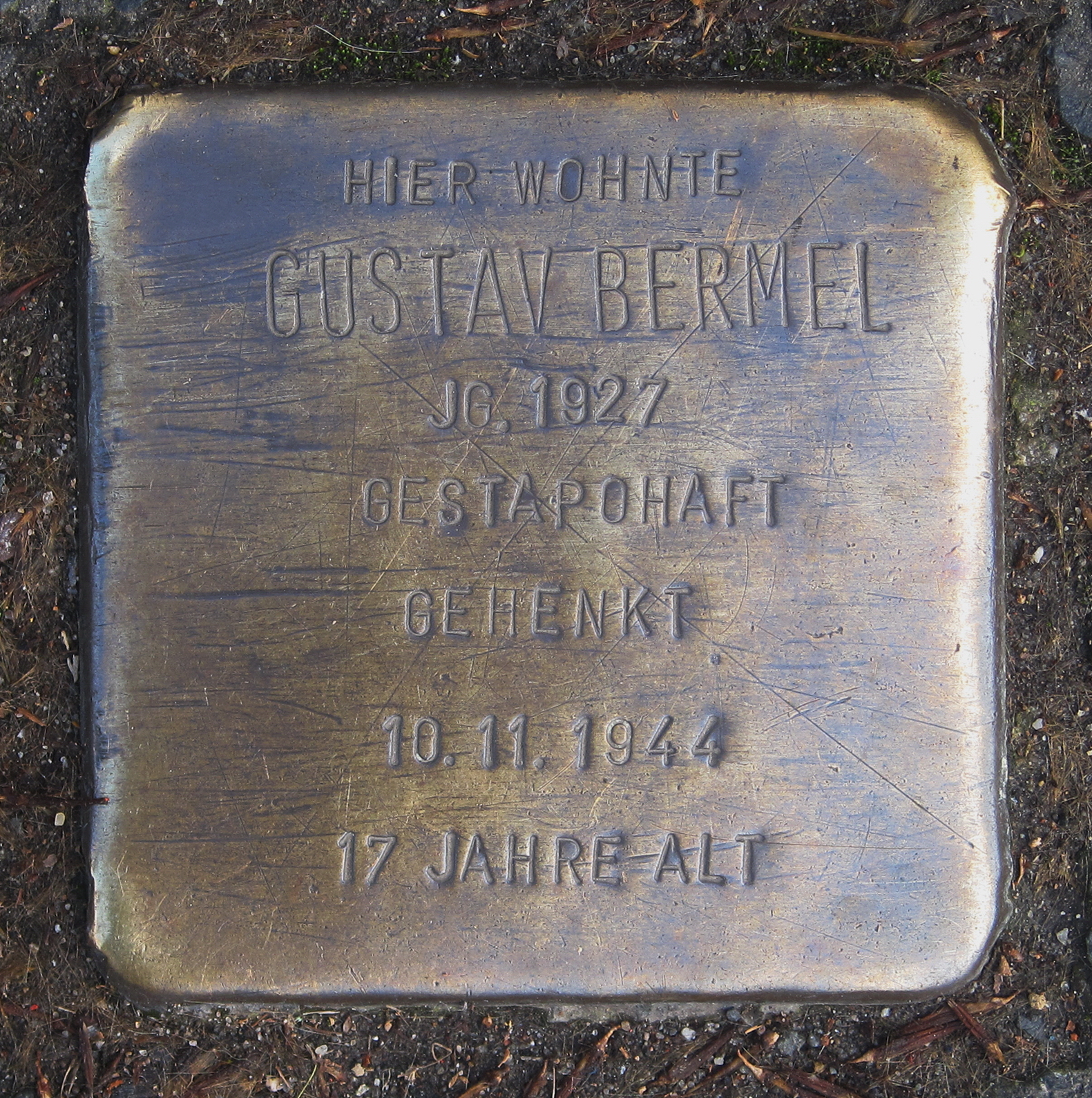
Zur Erinnerung an Gustav Bermel in Köln-Ehrenfeld, Melatengürtel 86. verlegter Stolperstein.

Gustav Bermel (* 11. August 1927 in Köln-Ehrenfeld; † 10. November 1944 in Köln-Ehrenfeld) war ein deutscher jugendlicher Deserteur von einem Schanz-Einsatz am Westwall und Opfer der NS-Willkür.

## Leben
Bermel wuchs im Kölner Stadtteil Ehrenfeld auf und hatte nach dem Besuch der Volksschule eine Lehre zum Kaufmann begonnen. Er wurde zum Reichsarbeitsdienst einberufen und zu Schanzarbeiten am Westwall eingesetzt. Von dort floh er nach Hause und schloss sich der „Ehrenfelder Gruppe“ an. Die Gestapo konnte jedoch seinen Aufenthalt feststellen, führte ihn am 4. Oktober 1944 aus der Wohnung seiner Eltern ab und nahm ihn in Haft. Aus dem Untersuchungsgefängnis Brauweiler wurde er am 10. November 1944 mit zwölf weiteren Personen (fünf Jugendlichen und sieben Erwachsenen) nach Köln-Ehrenfeld gebracht, wo sie in der Hüttenstraße am Bahnhof ohne ein Gerichtsurteil gehenkt wurden. Etwa 400 Schaulustige hatten sich dazu eingefunden.
In der 2008 eröffneten Dauerausstellung in der Gedenkstätte Brauweiler wurde Bermel anhand eines Fotos identifiziert.

## Ehrungen
- In Ehrenfeld erinnert seit dem 9. November 2003 eine Gedenktafel an die gehenkten Edelweißpiraten. Die Tafel ist an den Bögen der Bahnunterführung in der Schönsteinstraße, Nähe Venloer Straße, angebracht – hier war die Hinrichtung.[4]